# Nadschm ad-Dīn al-Kubrā
Abū l-Dschannāb Ahmad ibn ʿUmar Nadschm ad-Dīn al-Kubrā (arabisch أبو الجناب أحمد بن عمر نجم الدين الكبرى, DMG Abū l-Ǧannāb Aḥmad ibn ʿUmar Naǧm ad-Dīn al-Kubrā geb. 1145 in Chiwa; gest. 1221 in Gurgandsch) war ein muslimischer Mystiker (siehe Sufismus) und der Gründer der Tariqa Kubrawiyya (Kubrawiyya-Derwisch-Orden). Sein Name leitet sich wahrscheinlich her von at-tammat al-kubra (die größte Heimsuchung), in Anlehnung an die Koran-Sure 79, Vers 34; dieser Name bezieht sich nach der Analyse des Orientalisten Fritz Meier auf Kubras Jugendjahre und ist ein Spitzname für seine starke intellektuelle Kraft. Unter den Chorasan-Sufis erhielt er den Ehrentitel: Schaich-i wali tarasch – also „der Heiligenschnitzer“, da viele seiner Schüler einen hohen geistigen Rang erlangt haben sollen.

## Leben
Während seiner Ausbildung reiste Nadschm ad-Dīn al-Kubrā durch große Teile des Mittleren Ostens. Unter seinen Lehrern waren Ismāʿīl al-Qasrī (gest. 1193) in Dezful und ʿAmmār ibn Yāsir al-Bidlisī (gest. zw. 1194 und 1207) in Bitlis. Nadschm ad-Dīn al-Kubrā wurde im Jahr 1221 beim Einfall der Mongolen in Choresm getötet. Sein Grab befindet sich im heutigen Köneürgenç.

## Werke

### Fawāʾiḥ al-ǧamāl
Al-Kubrās Hauptwerk ist seine Schrift Fawāʾiḥ al-ǧamāl wa-fawātiḥ al-ǧalāl. Fritz Meier, der den Text ediert hat, hat ihn in 189 Paragraphen eingeteilt. Am Anfang der Schrift (§§ 3–6) erklärt al-Kubrā, dass es drei Wege gibt: 1. allmähliche Beschränkung der Nahrung; 2. Aufgabe des Eigenwillens (tark al-iḫtiyār) und vollständige Unterordnung unter den Willen des Scheichs; 3. der sogenannte "Weg des Dschunaid" (ṭarīqat al-Ǧunaid), der an acht Voraussetzungen geknüpft ist: dauernde rituelle Reinheit, dauerndes Fasten, dauerndes Schweigen, dauernde Klausur, dauerndes Gottesgedenken, dauernde Verknüpfung des Herzens mit dem Scheich, dauernde Abwehr der Gedankeneinfälle und dauerndes Aufgeben jeglichen Widerstandes gegenüber Gottes Fügungen. Eine besonders wichtige Rolle bei der Beschreitung des mystischen Weges spielt auch der Satan. Der Mensch wird aufgefordert, ihn abzuschütteln, indem er seine Zuflucht zu Gott nimmt und ihn um Hilfe bittet. Einer direkten Auseinandersetzung mit dem Satan, indem er ihn etwa verflucht oder ohrfeigt, soll der Mensch dagegen aus dem Weg gehen (§ 7).
Der Text beschreibt hernach das menschliche Herz als einen feinstofflichen Körper, der auf der Suche nach der göttlichen Wahrheit (ḥaqīqa) und Erkenntnis (Ma'rifa) visionäre Reisen in den Himmel unternimmt. Die Auffahrt erfolgt durch einen oder mehrere "Brunnenschächte" (ābār), wobei zunächst der Schacht zu fahren scheint, genau wie das Ufer von einem fahrenden Schiff aus (§§ 17–20). Zu denen, die al-Kubrā bei seinen Visionen gesehen und gehört haben will, gehören der Paradiespförtner Ridwān, die Paradiesjungfrauen, Engel, Geister und der Satan.
Wie der Vogel zur Fortbewegung in der Luft zweier zusammenarbeitender Flügel bedarf, so benötigt der Mystiker auf seiner Reise zu Gott stets zweier komplementärer Gefühlszustände (§ 87). Diese sind auf den drei Stufen des mystischen Weges jeweils unterschiedlich. Das "Kind des Weges" (ṭifl aṭ-ṭarīq) soll zwischen Furcht (ḫauf) und Hoffnung (raǧāʾ) stehen, der "Mann des Weges" (kahl aṭ-ṭarīq) zwischen Beklommenheit (qabḍ) und Beglückung (basṭ) und der "Scheich des Weges" (šaiḫ aṭ-ṭarīq) zwischen Ehrfurcht (haiba) und Vertraulichkeit (uns). So wie die beiden Flügel des Vogels gleich stark sein müssen, damit ein gerader Flug möglich wird, so müssen sich auch die beiden gegensätzlichen Gefühlszustände im Gleichgewicht befinden und sich die Waage halten.
Eine Besonderheit in dieser Abhandlung sind auch die Interpretation von Farberscheinungen in der übersinnlichen Dimension (ġaib) sowie die feine psychologische Selbstanalyse in der Derwischklausur (ḫalwa). In der vollständigen deutschen Übersetzung (Wien 2023) finden sich zu dieser fast vergessenen Derwischtradition konkrete Erklärungen.

### Weitere Werke
- Al-Kubrā verfasste einen Korankommentar in neun Bänden, der nach seinem Tod von seinem Schüler Nadschmuddin Daya Razi und dann von Alauddaula Simnani, einem bekannten Vertreter der Kubrawiyya, fortgesetzt wurde. Dieser Korankommentar trägt den Titel Ain al-hayat – „Essenz des Lebens“.
- al-Uṣūl al-ʿašara, das 10 Prinzipien des Derwischweges kurz beschreibt, und in den Sufikreisen oft rezipiert worden ist. In ihr sieht er den Weg der Gottesliebenden innerhalb der kurzen Lebenszeit des Menschen als erfolgreicher als den der rein asketisch oder gesetzeskonzentrierten Gläubigen.
- Risāla ilā l-hāʾim al-ḫāʾif min laumat al-lāʾim. Das Werk, das 1963 von Marijan Molé ediert wurde, behandelt 1. Reinheit; 2. Klausur (ḫalwa); 3. dauerndes Schweigen (dawām as-sukūt); 4. dauerndes Fasten (dawām aṣ-ṣaum); 5. dauerndes Gottesgedenken; 6. Hingabe (taslīm); 7. Abwehr der Gedankeneinfälle (nafy al-ḫawāṭir); 8. Verknüpfung des Herzens mit dem Scheich (rabṭ al-qalb bi-š-šaiḫ); 9. Beschränkung des Schlafs auf das notwendige Maß (muḥāfaẓat an-naum ʿan ġalabi-hī); 10. Innehalten des Mittelmaßes bei Essen und Trinken (al-muḥāfaẓa ʿalā l-amr al-wasiṭ fī ṭ-ṭaʿām wa-š-šarāb).[9]

## Belege
1. ↑  Vgl. Meier: Die Fawāʾiḥ al-ǧamāl. 1957, S. 16–20.
2. ↑  Vgl. Meier: Die Fawāʾiḥ al-ǧamāl. 1957, S. 53–60.
3. ↑  Vgl. Meier: Die Fawāʾiḥ al-ǧamāl. 1957, S. 94.
4. ↑  Vgl. Meier: Die Fawāʾiḥ al-ǧamāl. 1957, S. 162.
5. ↑  Vgl. Meier: Die Fawāʾiḥ al-ǧamāl. 1957, S. 89.
6. ↑  Vgl. Meier: Die Fawāʾiḥ al-ǧamāl. 1957, S. 107.
7. ↑  Vgl. Meier: Die Fawāʾiḥ al-ǧamāl. 1957, S. 215f.
8. ↑  Nad̲j̲m al-Dīn Kubrā. Abgerufen am 4. Februar 2025.
9. ↑  Vgl. Meier: Die Fawāʾiḥ al-ǧamāl. 1957, S. 48f.

| Personendaten    | Personendaten                                                                                                 |
| ---------------- | --- |
| NAME             | Kubrā, Nadschm ad-Dīn al-                                                                                     |
| ALTERNATIVNAMEN  | Kubrā, Abū l-Dschannāb Ahmad ibn ʿUmar Nadschm ad-Dīn al-; أبو الجناب أحمد بن عمر نجم الدين الكبرى (arabisch) |
| KURZBESCHREIBUNG | islamischer Mystiker und der Gründer der Tariqa Kubrawiyya (Kubrawiyya-Derwisch-Orden)                        |
| GEBURTSDATUM     | 1145 |
| GEBURTSORT       | Chiwa |
| STERBEDATUM      | 1221 |
| STERBEORT        | Gurgandsch |